# Malacomeles
Malacomeles là một chi thực vật có hoa trong họ Hoa hồng.